# チョン・ユミ (声優)
チョン・ユミ（정유미、Jeong Yu Mi、1980年7月27日 - ）は大韓民国の女性声優。

## 略歴
2003年、オンメディア5期で採用され入社。現在はオンメディア声優劇会に所属し、フリーランスとして活躍している。

## 人物
- スキューバダイビングの資格を持っている。

## 出演作品
※太字は主役・ヒロイン・メインキャラクター。

### アニメ
- 愛天使伝説ウェディングピーチ
- あたしンち  (立花ユズヒコの幼少期)
- かいけつゾロリ (エルゼ姫)
- 君に届け (矢野あやね)
- らき☆すた（泉こなた）
- 美少女戦士セーラームーン（火野レイ）※2012年再吹き替え版
- ふしぎ星の☆ふたご姫（ファイン）
- BLOOD+ (宮城リク)
- BLEACH (雛森桃)
- 涼宮ハルヒの憂鬱（鶴屋さん）
- ローゼンメイデン（金絲雀）
- ローゼンメイデン トロイメント（金絲雀）
- NARUTO（日向ヒナタ）
- ちびまる子ちゃん